# Oxynoemacheilus erdali
Oxynoemacheilus erdali és una espècie de peix pertanyent a la família dels balitòrids i a l'ordre dels cipriniformes.

## Etimologia
L'epítet erdali fa referència a Erdal Erk’Akan (presumiblement, un parent de F. Erk'Akan, el qual és un dels tres autors que van descriure aquesta espècie i li van donar el seu nom científic).

## Descripció
Fa 4,5 cm de llargària màxima. 3 espines i 9 radis tous a l'aleta dorsal. 3 espines i 6 radis tous a l'anal. 1 espina i 9-9 radis tous a les aletes pectorals. 2 espines i 6-7 radis tous a les pelvianes. Aleta caudal forcada. Línia lateral contínua.

## Hàbitat i distribució geogràfica
És un peix d'aigua dolça, demersal i de clima subtropical, el qual viu a Àsia: és un endemisme del riu Murad Su (un afluent de l'Eufrates) a la província d'Ağrı (Turquia).

## Observacions
És inofensiu per als humans i el seu índex de vulnerabilitat és baix (12 de 100).